# Paraturbanella cuanensis
Paraturbanella cuanensis är en djurart som tillhör fylumet bukhårsdjur, och som beskrevs av Bassett Maguire 1976. Paraturbanella cuanensis ingår i släktet Paraturbanella och familjen Turbanellidae. Inga underarter finns listade i Catalogue of Life.